# Conayca (distrito)
Conayca é um distrito do Peru, departamento de Huancavelica, localizada na província de Huancavelica.

## Transporte
O distrito de Conayca é servido pela seguinte rodovia:
- HV-125, que liga a cidade de Moya ao distrito de Huando
- HV-100, que liga a cidade ao distrito de Izcuchaca[1][2][3]